# 안순시
안순(안순, 중국어: 安顺, 병음: Ānshùn)은 중화인민공화국 구이저우성의 지급시이다. 도시는 비행기 관련 산업이 입지해있다.

## 지리
구이저우성의 중부에 위치해, 북쪽으로 비제 지구, 동쪽으로 구이양 시, 첸난 부이족 먀오족 자치주, 서쪽으로 첸시난 부이족 먀오족 자치주, 류판수이 시(六盤水市)에 접한다.
장강의 지류인 오강 분지이자 주강 분수계에 속하는 베이판강 유역에 위치한다. 전형적인 카르스트 지형을 보이는 곳이다. 해발고도가 1102~1694m인 전형적인 고원 지대이다.
온난습윤기후로 연평균 기온은 14.4 ℃이고 연평균 강수량은 1288mm이다. 겨울은 춥지 않고 여름은 덥지 않으며 온화하고 쾌적한 기후가 계속된다.
중국에서 가장 큰 폭포인 황궈수 폭포가 존재한다.
| 안순시의 기후                                                 | 안순시의 기후 | 안순시의 기후 | 안순시의 기후 | 안순시의 기후 | 안순시의 기후 | 안순시의 기후 | 안순시의 기후 | 안순시의 기후 | 안순시의 기후 | 안순시의 기후 | 안순시의 기후 | 안순시의 기후 | 안순시의 기후   |
| 월                                                            | 1월           | 2월           | 3월           | 4월           | 5월           | 6월           | 7월           | 8월           | 9월           | 10월          | 11월          | 12월          | 연간            |
| ------------------------------------------------------------- | ------------- | ------------- | ------------- | ------------- | ------------- | ------------- | ------------- | ------------- | ------------- | ------------- | ------------- | ------------- | --------------- |
| 역대 최고 기온 °C (°F)                                        | 21.9 (71.4)   | 26.1 (79.0)   | 31.8 (89.2)   | 32.2 (90.0)   | 33.4 (92.1)   | 31.0 (87.8)   | 32.4 (90.3)   | 32.5 (90.5)   | 31.7 (89.1)   | 27.7 (81.9)   | 24.0 (75.2)   | 22.3 (72.1)   | 33.4 (92.1)     |
| 일평균 최고 기온 °C (°F)                                      | 7.5 (45.5)    | 10.8 (51.4)   | 15.4 (59.7)   | 20.3 (68.5)   | 22.9 (73.2)   | 24.4 (75.9)   | 25.9 (78.6)   | 26.2 (79.2)   | 23.5 (74.3)   | 18.5 (65.3)   | 14.9 (58.8)   | 9.5 (49.1)    | 18.3 (65.0)     |
| 일일 평균 기온 °C (°F)                                        | 4.3 (39.7)    | 6.9 (44.4)    | 10.7 (51.3)   | 15.5 (59.9)   | 18.6 (65.5)   | 20.6 (69.1)   | 22.0 (71.6)   | 21.9 (71.4)   | 19.4 (66.9)   | 15.1 (59.2)   | 11.2 (52.2)   | 6.2 (43.2)    | 14.4 (57.9)     |
| 일평균 최저 기온 °C (°F)                                      | 2.3 (36.1)    | 4.3 (39.7)    | 7.8 (46.0)    | 12.3 (54.1)   | 15.5 (59.9)   | 18.1 (64.6)   | 19.5 (67.1)   | 19.0 (66.2)   | 16.5 (61.7)   | 12.8 (55.0)   | 8.7 (47.7)    | 3.9 (39.0)    | 11.7 (53.1)     |
| 역대 최저 기온 °C (°F)                                        | −5.2 (22.6)   | −4.8 (23.4)   | −5.9 (21.4)   | 1.3 (34.3)    | 6.7 (44.1)    | 11.1 (52.0)   | 10.7 (51.3)   | 13.6 (56.5)   | 8.5 (47.3)    | 3.7 (38.7)    | −2.4 (27.7)   | −5.7 (21.7)   | −5.9 (21.4)     |
| 평균 강수량 mm (인치)                                         | 25.6 (1.01)   | 21.3 (0.84)   | 33.5 (1.32)   | 67.7 (2.67)   | 170.8 (6.72)  | 297.3 (11.70) | 237.8 (9.36)  | 171.8 (6.76)  | 113.0 (4.45)  | 95.5 (3.76)   | 35.2 (1.39)   | 19.0 (0.75)   | 1,288.5 (50.73) |
| 평균 강수일수 (≥ 0.1 mm)                                      | 16.1          | 13.4          | 15.3          | 14.4          | 17.3          | 18.7          | 17.5          | 15.0          | 12.5          | 16.1          | 11.7          | 12.9          | 180.9           |
| 평균 강설일수                                                 | 4.5           | 2.7           | 0.4           | 0             | 0             | 0             | 0             | 0             | 0             | 0             | 0.2           | 1.6           | 9.4             |
| 평균 상대 습도 (%)                                            | 84            | 81            | 78            | 76            | 76            | 81            | 81            | 79            | 78            | 82            | 80            | 81            | 80              |
| 평균 월간 일조시간                                            | 45.1          | 66.2          | 95.4          | 129.1         | 133.6         | 105.5         | 153.1         | 172.3         | 126.3         | 80.5          | 89.2          | 61.3          | 1,257.6         |
| 가능 일조율                                                   | 14            | 21            | 26            | 34            | 32            | 26            | 37            | 43            | 35            | 23            | 28            | 19            | 28              |
| 출처: 중국기상국 (평년값: 1991년~2020년, 극값: 1971년~2010년) |               |               |               |               |               |               |               |               |               |               |               |               |                 |

## 역사
안순은 진나라 때 오척도(五尺道)가 건설되었고, 원나라 때는 진(鎭)이 설치되었다. 명대에는 아달복, 후에 안순부라고 칭해지게 되어, 청나라 말기까지 이 지구의 상업의 중심지로서 번영했다.
2000년 6월 23일에 지급시로 안순시에 승격해 현재에 이른다.

## 행정 구역

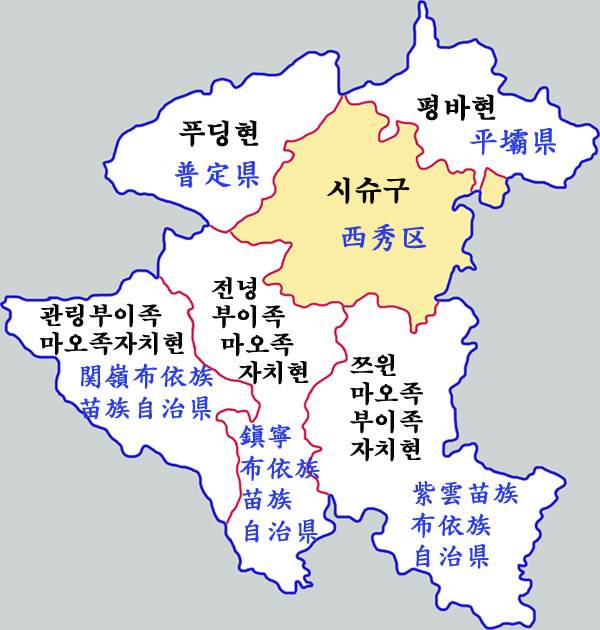
안순시 현급구역

2개의 시할구, 1개의 현, 3개의 자치현을 관할한다.
시할구
- 시슈 구(西秀区)
- 핑바 구(平坝区)

현
- 푸딩 현(普定县)

자치현
- 전닝 부이족 먀오족 자치현
(镇宁布依族苗族自治县)
- 쯔윈 먀오족 부이족 자치현
(紫云苗族布依族自治县)
- 관링 부이족 먀오족 자치현
(关岭布依族苗族自治县)

## 교통
- 안순황궈수 공항(安順黄果樹空港)